# Schwarze Krähenbeere
Die Schwarze Krähenbeere (Empetrum nigrum) ist eine Pflanzenart aus der Gattung der Krähenbeeren (Empetrum) in der Familie der Heidekrautgewächse (Ericaceae). Standorte der Krähenbeere sind Sandheiden, Moorheiden, Hochmoorränder. In den Alpen ist sie sehr selten und wird dort von der sehr ähnlichen Zwittrigen Krähenbeere (Empetrum hermaphroditum) vertreten. Die Schwarze Krähenbeere ist zirkumpolar verbreitet. Der deutschsprachige Trivialname Krähenbeere leitet sich durch die Verdauungsverbreitung durch Krähen ab. Die schwarzen Früchte sind essbar.

## Beschreibung

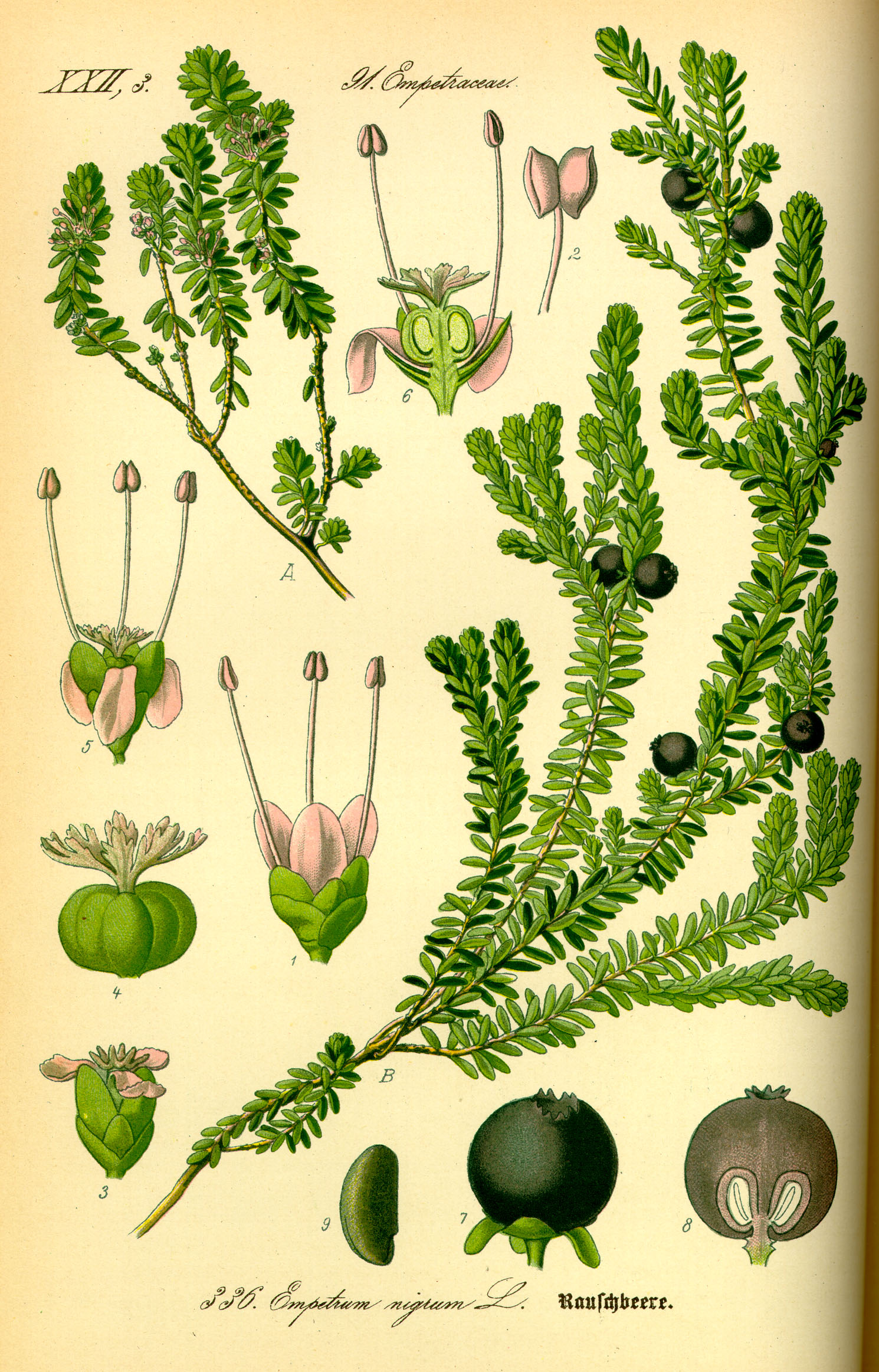
Illustration

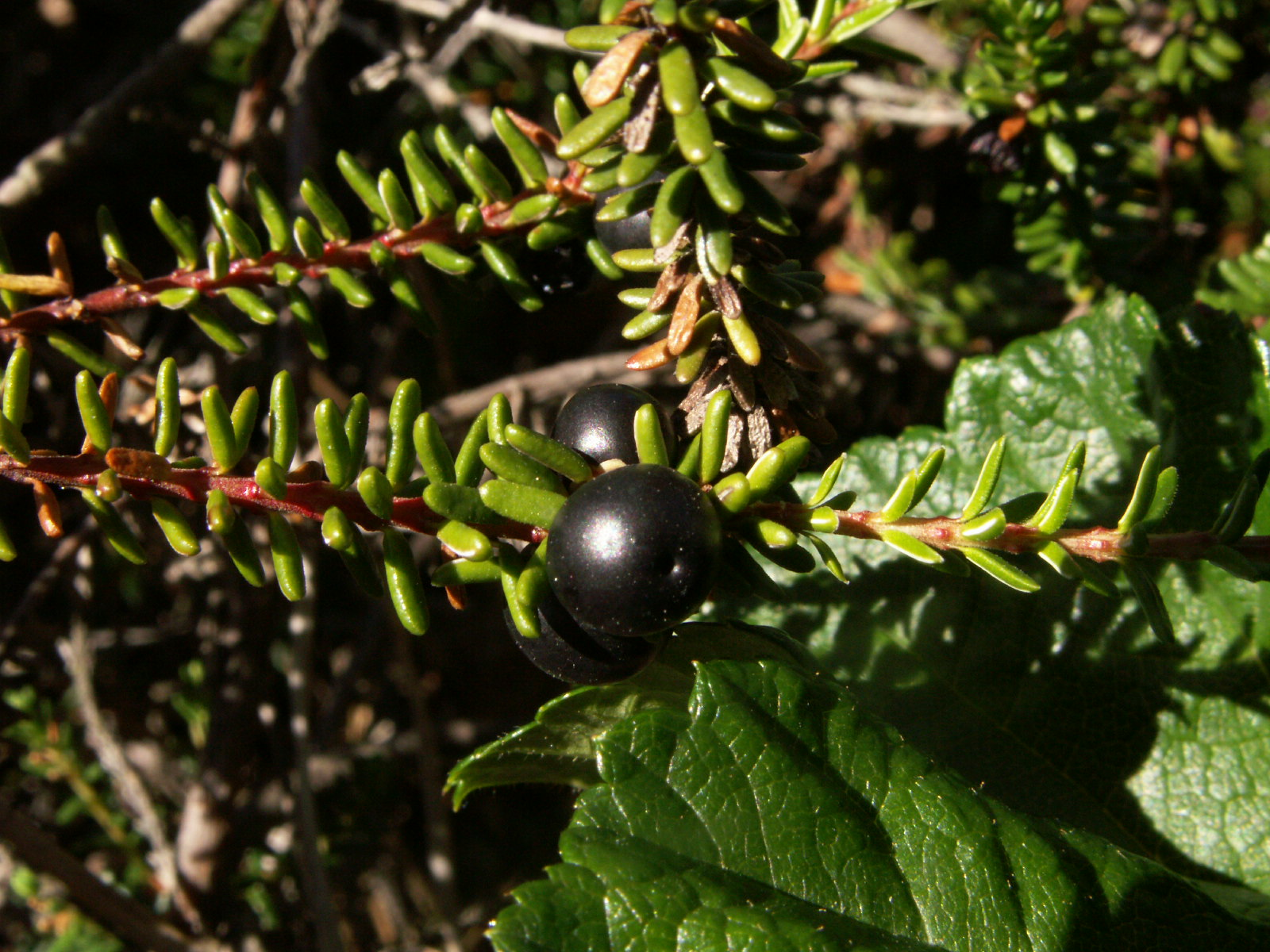
Krähenbeere mit reifer Frucht

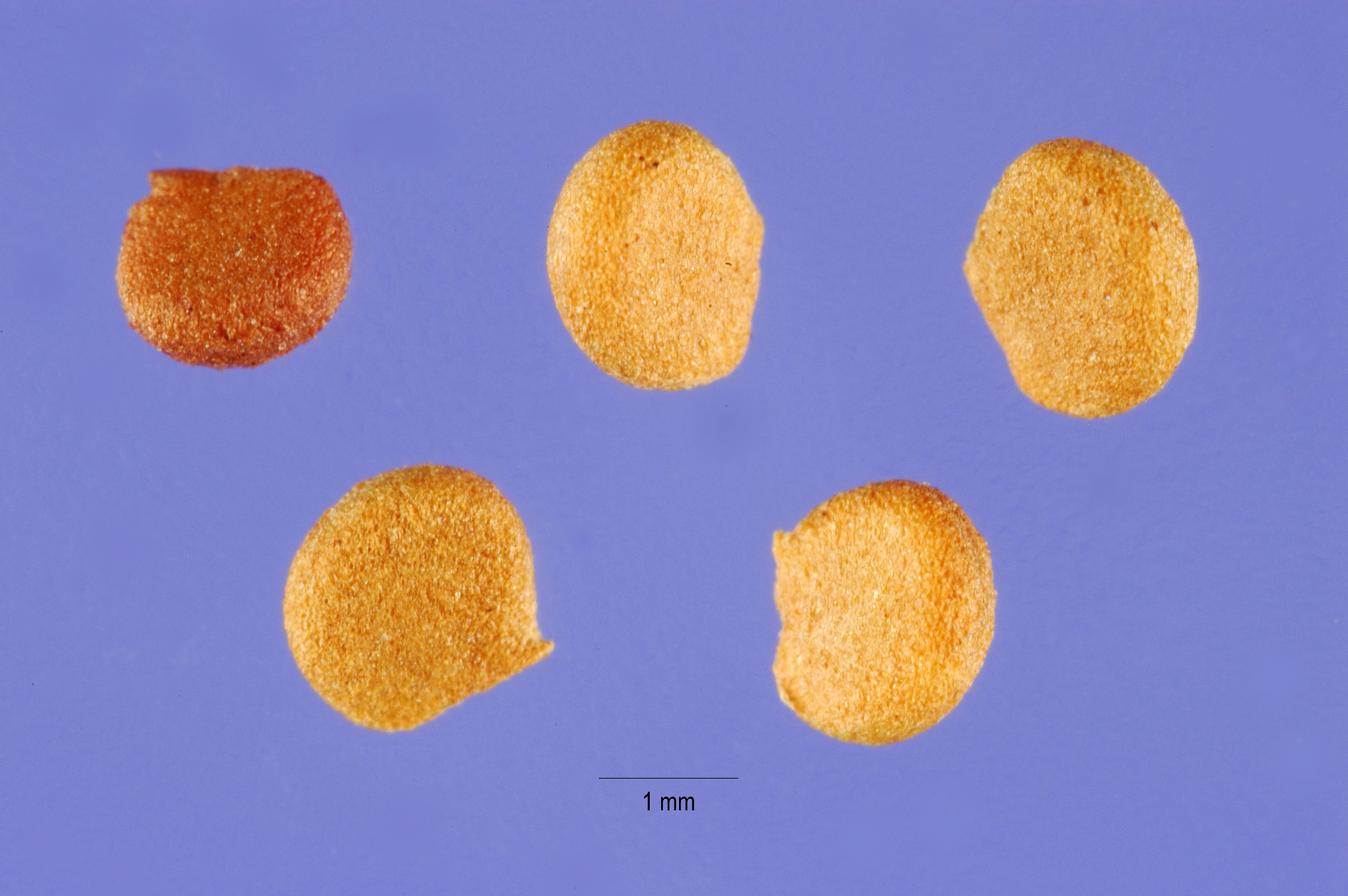
Samen

### Vegetative Merkmale
Die Schwarze Krähenbeere ist ein niederliegender, immergrüner und teppichbildender Zwergstrauch, der Wuchshöhen von bis zu 50 Zentimetern erreicht. Die einzelnen Sträucher können über 80 Jahre alt werden. Die länglichen, nadelartigen, unterseits rinnigen und einfachen, kurz gestielten, stumpfen Laubblätter sind bis zu 6 Millimeter lang, etwa 2 Millimeter breit und am ganzen Blattrand komplett umgerollt, sodass sie sich unterseits mit den Rändern zusammenschließen. Sie sind wechselständig, wirtelig angeordnet.

### Generative Merkmale
Die Schwarze Krähenbeere ist vorwiegend zweihäusig getrenntgeschlechtig (diözisch) oder zwittrig. Die kleinen und sitzenden Blüten erscheinen einzeln an Kurztrieben in den Achseln von Laubblättern. Diese Kurztriebe tragen unterhalb der Blüte einige dachig sich deckende länglich-eiförmige, häutige bewimperte Hochblätter. Die dreizähligen und meist funktionell eingeschlechtlichen, rötlichen bis purpurnen Blüten besitzen eine doppelte Blütenhülle. Bei den männlichen Blüten sind drei relativ kurze Staubblätter und ein Pistillode vorhanden, bei den weiblichen ein oberständiger, mehrkammeriger Fruchtknoten mit fast sitzender, gelappter Narbe mit gabeligen Ästen, Staminodien sind meist vorhanden. Die Kelchblätter sind verkehrt-eiförmig bis kreisrund und blassgrün. Die Kronblätter sind 2 bis 3 Millimeter lang und doppelt so lang wie die Kelchblätter. Sie sind keilförmig, gestutzt, blassrot bis dunkelpurpurn, selten weiß. Die 2 bis 3 Staubblätter sind dunkelpurpurn und überragen Kelch und Krone. Der Fruchtknoten ist oberständig, 6- bis 9-fächerig mit ebenso viele zweispaltigen, gelappten Narbenstrahlen. Es werden beerenartige, 5 bis 7 Millimeter große und schwärzliche, kahle, glatte, mehrsamige Steinfrüchte mit Narben- und Kelchresten gebildet. Die halbmondförmigen, beigen und fein texturierten Samen (Pyrene, Steinkerne) sind 2–3 Millimeter lang. Die Früchte stehen noch lange an der Pflanze. Die zwittrige Unterart fruchtet oft, die zweihäusige nur selten.
Die Chromosomenzahl beträgt 2n = 26, während die Zwittrige Krähenbeere (Empetrum nigrum subsp. hermaphroditum) die Zahl 2n = 52 besitzt.

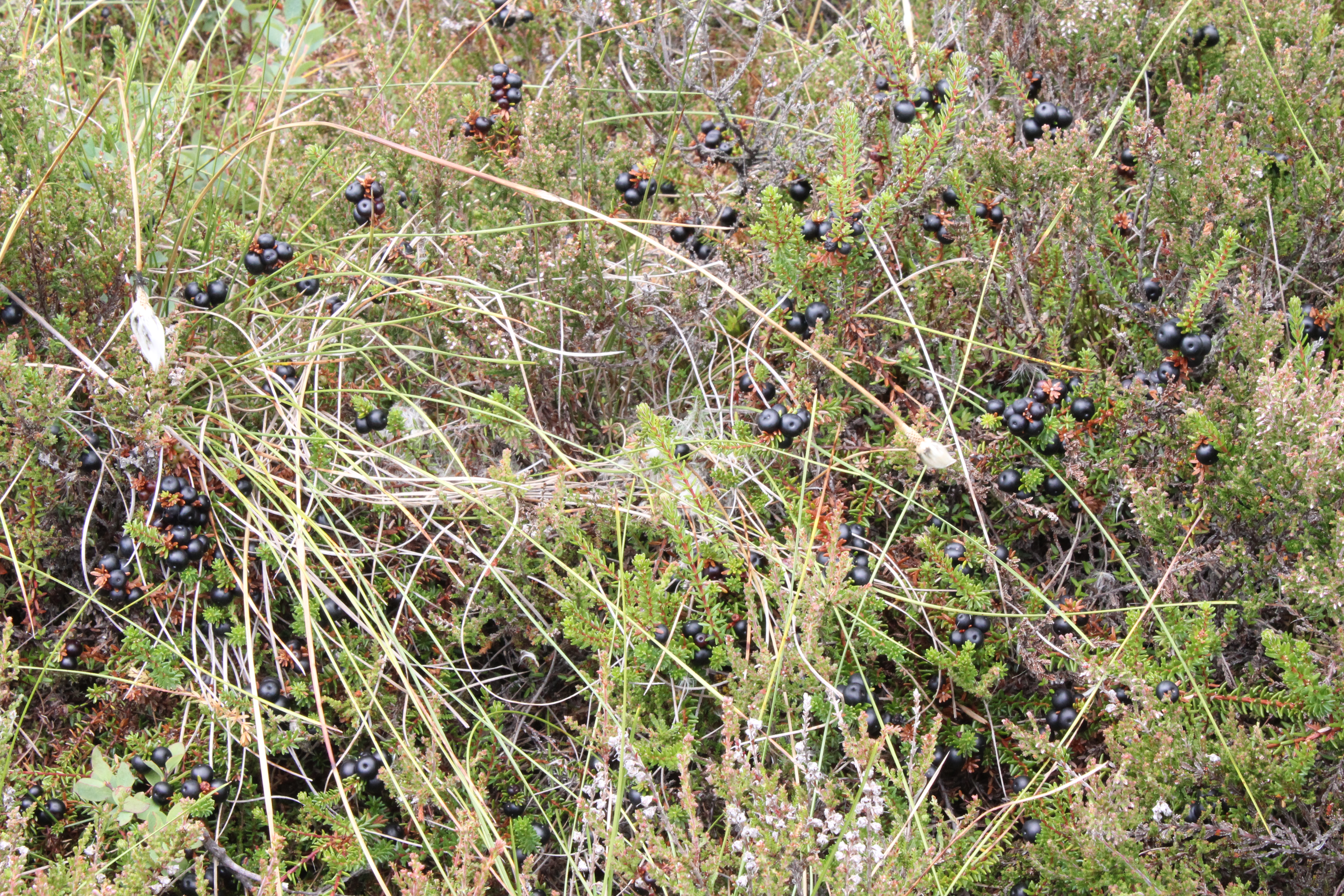
Bei guten Bedingungen wächst die Krähenbeere flächendeckend

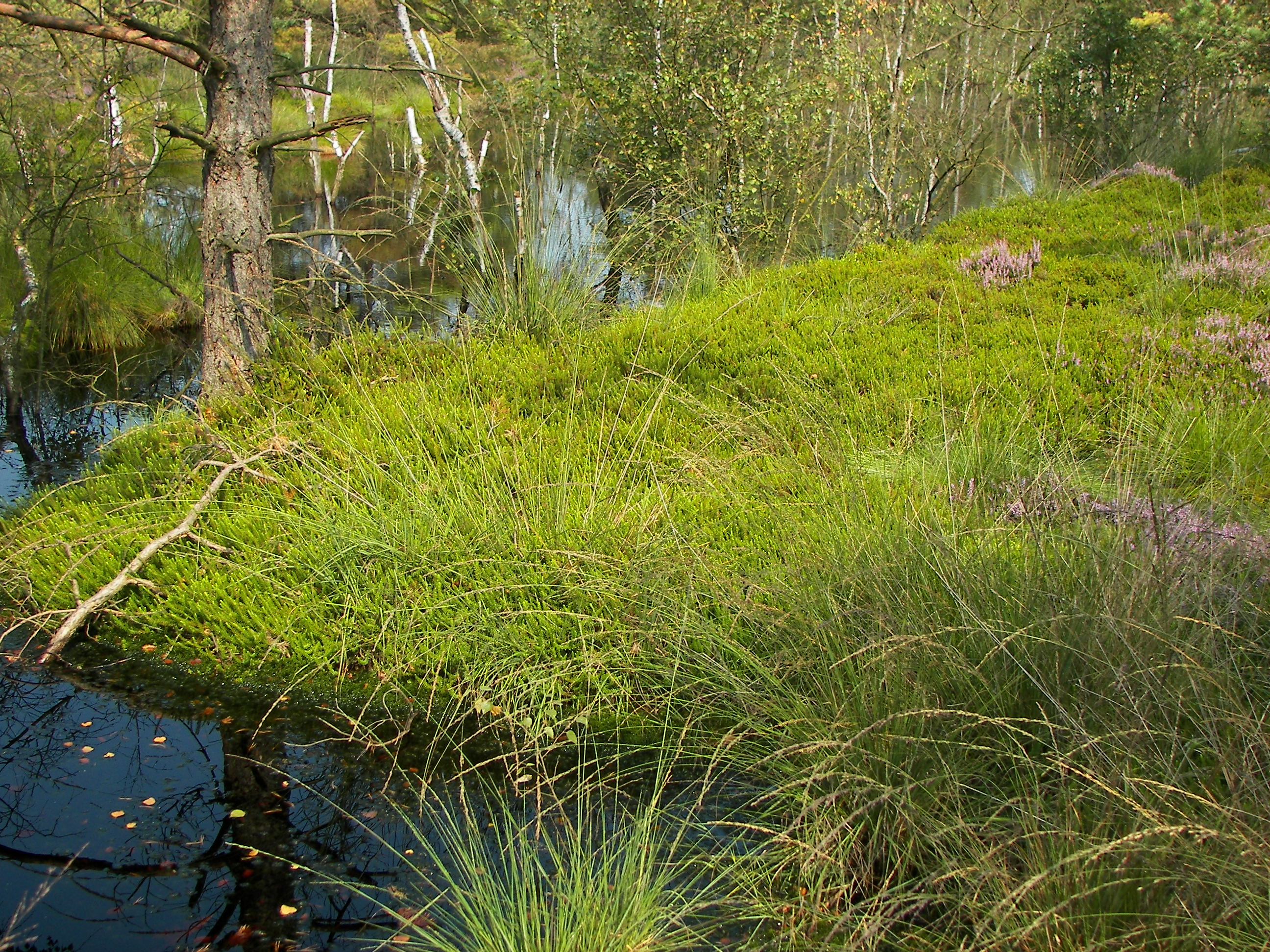
Krähenbeerbestand in einem Moor

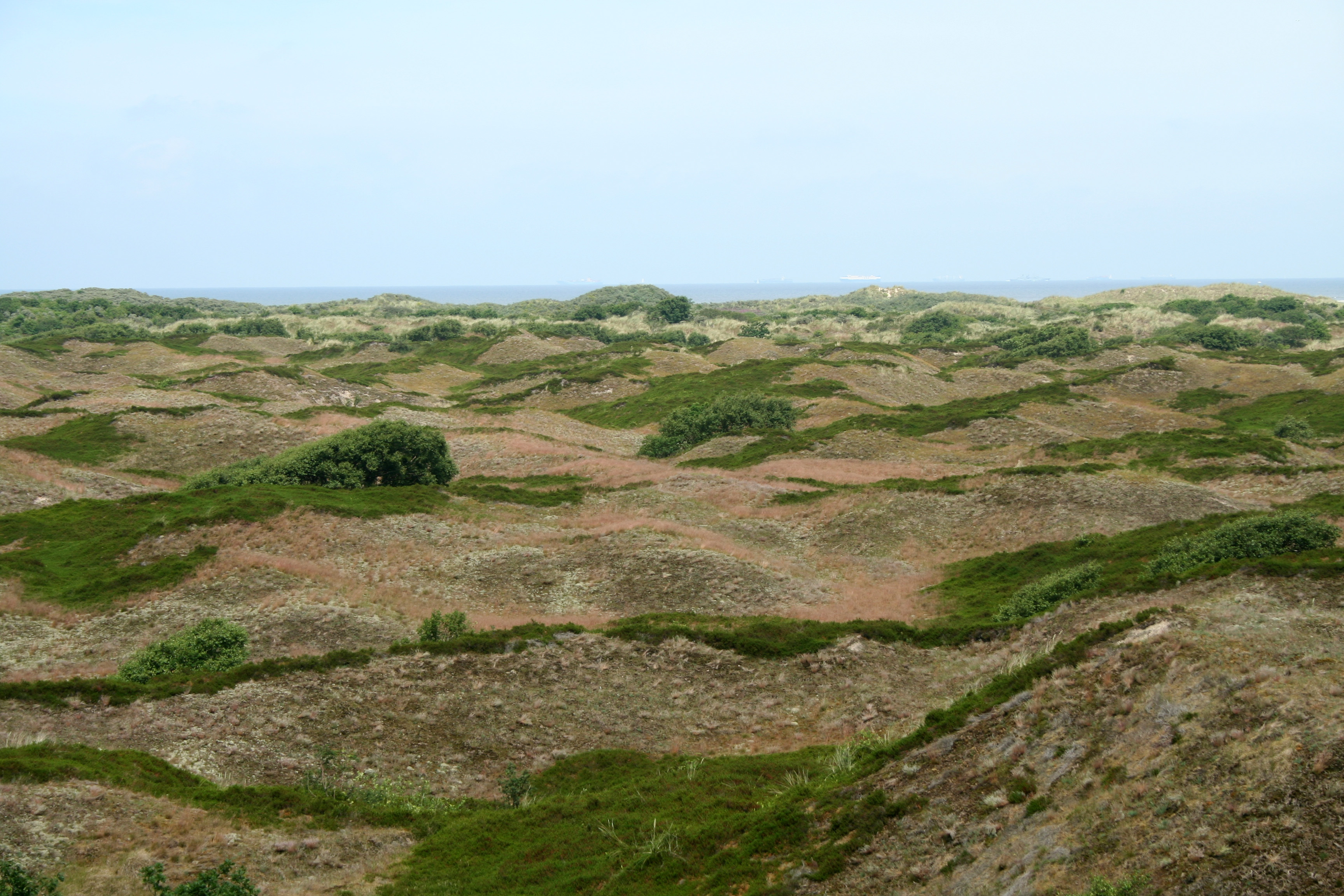
Braundünen auf Spiekeroog. Auf den mittlerweile versauerten Böden überzieht die Krähenbeere in großen dunkelgrünen Teppichen die Nordhänge der Dünen.

## Ökologie und Phänologie
Die Schwarze Krähenbeere ist ein Wurzelkriecher. Die Schwarze Krähenbeere bildet eine Mykorrhiza vom Ericaceen-Typ aus. Die auf der Blattunterseite befindlichen Spaltöffnungen stehen nur durch einen schmalen Spalt mit der Außenluft in Verbindung, dies wohl eher eine Anpassung an die Mineralsalzarmut des Bodens darstellt als eine Anpassung an die Trockenheit.
Die Blüten werden schon im Spätsommer für das nächste Jahr angelegt. Die Blütezeit reicht von Mai bis Juni. Blütenökologisch handelt es sich bei der Schwarzen Krähenbeere um nektarreiche „Scheibenblumen“. Bestäuber sind Bienen und Schwebfliegen; auch Windbestäubung ist möglich.
Bis Mitte Juli wachsen zahlreiche schwarze, beerenartige Steinfrüchte heran. Diese unterliegen der Verdauungsausbreitung beispielsweise durch Krähen.
Die Schwarze Krähenbeere kann ein hohes Alter erreichen. Auf der Halbinsel Kola wurde in 67° 11' nördlicher Breite ein 80-jähriges Stämmchen beobachtet. An der Bernina in der Schweiz wurde in einer Höhenlage von 2450 Metern ein Stämmchen mit einem Durchmesser von 5 Millimeter und mit 50 Jahresringen gezählt.

## Vorkommen
Die Schwarze Krähenbeere ist auf die Nordhalbkugel zirkumpolar weitverbreitet. In Europa erstreckt sich das Verbreitungsgebiet von Nord- über Mitteleuropa südwärts bis zu den Pyrenäen, dem mittleren Teil des Apennins und bis Bulgarien. In Skandinavien kommt die Art nördlich bis 71° 10' nördlicher Breite vor, auf Spitzbergen bis 78° 30' und in Nordamerika bis 78° 53' nördlicher Breite.
Sie gedeiht am besten auf torfig-sandigen Böden in ausgesprochen luftfeuchtem und wintermildem Klima. In den Alpen kommt die Schwarze Krähenbeere in Höhenlagen von bis zu 2850 Metern im Berner Oberland vor. In den Nordalpen liegt die Höhengrenze meist bei 2200 Metern, während die Zwittrige Krähenbeere in den Allgäuer Alpen im Tiroler Teil an der Rothornspitze bis in eine Höhenlage von 2300 Meter aufsteigt.
Pflanzensoziologisch gedeiht sie vor allem in Pflanzengesellschaften der Oxycocco-Sphagnetea, des Genistion pilosi, in Küstennähe in Gesellschaften des Verbands Empetrion nigri.
Die ökologischen Zeigerwerte nach Landolt et al. 2010 sind in der Schweiz für Empetrum nigrum subsp. nigrum: Feuchtezahl F = 3+ (feucht), Lichtzahl L = 3 (halbschattig), Reaktionszahl R = 2 (sauer), Temperaturzahl T = 3 (montan), Nährstoffzahl N = 1 (sehr nährstoffarm), Kontinentalitätszahl K = 1 (ozeanisch).
In Deutschland kommt die Schwarze Krähenbeere in den Mittelgebirgen Rhön, Eifel, Harz, Thüringer Wald und im Bayerischen Wald vor. An der Norddeutschen Küste besiedelt sie Dünen an den Küsten von Nord- und Ostsee. Im Tiefland findet man die Art zerstreut und oft bestandsbildend an trockeneren Stellen in Hochmooren. Vereinzelt ist sie im Harz, im Thüringer Wald, im Fichtelgebirge und anderen Randgebirgen des Böhmischen Beckens sowie im Schwarzwald anzutreffen.

## Systematik
Die Erstveröffentlichung Empetrum nigrum erfolgte 1753 durch Carl von Linné in Species Plantarum, Tomus II, S. 1022.
Je nach Autor gibt es etwa zwei oder mehr Unterarten. Sie werden beispielsweise von Euro+Med als eigenständige Arten angesehen.
- Schwarze Krähenbeere (Empetrum nigrum L. subsp. nigrum)
- Zwittrige Krähenbeere (Empetrum nigrum L. subsp. hermaphroditum (Hagerup) Böcher, Syn.: Empetrum hermaphroditum Hagerup): Sie kommt in Mitteleuropa vor in den Alpen von 1000 bis 3000 Metern Meereshöhe, im Böhmerwald, Erzgebirge, Riesengebirge, Altvatergebirge und im Schwarzwald am Belchen.[6]

## Verwendung
Die Früchte schmecken säuerlich bitter und wirken aufgrund ihres Gehaltes an Andromedotoxin leicht berauschend und Schwindel erregend.
Die Früchte sind roh und gekocht essbar. Die in Nordeuropa vorkommenden Formen mit größeren und aromatisch schmeckenden Beeren werden insbesondere nach Frost in größeren Mengen verzehrt. Die Sami lassen sie in Milch einfrieren als Vorrat für den Winter, die Eskimos essen sie als Delikatesse vermischt mit breiartig zerschlagener Dorschleber, in Island bewahrt man sie in saurer Milch auf oder trinkt den Fruchtsaft und auf Grönland verzehrt man sie mit Seehundspeck vermengt. In Norwegen bereitet man Wein daraus.
In der Volksmedizin wurden Beeren wegen ihres hohen Gehaltes an Vitamin C gegen Skorbut und dank ihres Gerbstoffgehaltes gegen Durchfall verwendet.

## Giftigkeit
Alle Pflanzenteile sind wenig giftig; in den skandinavischen Ländern und in Nordrussland gelten die Früchte roh und verarbeitet als genießbar. Sie werden dort gern gefroren verzehrt. Sie sollen aber in größerer Menge genossen Schwindel und Kopfschmerzen erregen.
Hauptwirkstoffe sind: Ursolsäure, Rutin, Quercetin, Isoquercetin und Ellagsäure; auch Andromedotoxin kommt in der Schwarzen Krähenbeere vor.
Vermutlich sind bei den örtlichen Rassen starke Schwankungen der Inhaltsstoffe festzustellen. Bienenhonig von Empetrum-Arten kann im Extremfall Gastroenteritis und kardiale Komplikationen hervorrufen.

## Trivialnamen
Für die Schwarze Krähenbeere bestehen bzw. bestanden auch die weiteren deutschsprachigen Trivialnamen: Affenbeere (Pommern, Schlesien), Apenbär (Mecklenburg, Brocken), Apfra, Appenbeere (Mark), Beerenheide (Niedersachsen), Besheide (holländisch), Felsenstrauch, Fulbeere, Gichtkraut, Grambeere, Heidbeere (Unterweser), Heidelbeere, Hirtenbeere (Graubünden im Rheinwald), Kränbeere (Ostpreußen), Krähenbeere (Preußen, Schlesien), Moorheide (Mark), Nebelbeere (Pongau), Rausch (Österreich), schwarzer Rauschbeerenstrauch (Österreich), Steinbeere, Steinheide, Stoanhadach (Kärnten), Strickbeere, Trinkelbeere, Trunkelbeere (Erzgebirge) und gülden Wiederthon (Erzgebirge).